# Hit Mania Dance 1999
Hit Mania Dance 1999 è una raccolta di 20 successi da ballare pubblicata su CD e MC l'11 novembre 1998. Fa parte della collana Hit Mania ed è stata mixata dal DJ Mauro Miclini. La copertina è stata progettata da Gorial.

## Tracce
1. X-Treme – Love Song – 3:38
2. Wamdue Project – King Of My Castle – 3:18
3. DJ Dado – Ready Or Not (feat. Simone Jay) – 3:28
4. Nina – I'm So Excited – 3:30
5. Flashback – Start Da Move – 3:01
6. Karen Ramírez – If We Try – 3:53
7. Latin Aspects – Estrangera – 2:57
8. Expire – Iris – 2:47
9. Angelmoon – He's All I Want (feat. Moony) – 3:52
10. Jennifer Paige – Crush (Morales Remix) – 2:49
11. Neja – Shock – 3:38
12. GG D'Ag – Cuba Libre – 3:26
13. The Soundlovers – Surrender – 2:39
14. Like – Believe – 2:53
15. Fifty-Fifty – Tonight I'm Dreaming – 3:21
16. B-Charme – Wake me up – 3:44
17. Basic Connection – Angel (Don't Cry) (feat. Joanna Houchin) – 4:13
18. Vengaboys – We Like to Party (The Vengabus) – 3:28
19. Sash! – Move Mania (feat. Shannon) – 2:52
20. Alex Britti – Solo Una Volta (O Tutta La Vita) (Don Carlos Remix) – 3:40